# Saint-Didier (Côte-d’Or)
Saint-Didier település Franciaországban, Côte-d’Or megyében. Lakosainak száma 199 fő (2022. január 1.). Saint-Didier La Roche-en-Brenil, Champeau-en-Morvan, Molphey, Montlay-en-Auxois, Saulieu és Saint-Agnan községekkel határos.

## Népesség
A település népessége az elmúlt években az alábbi módon változott:
| Lakosok száma | 257  | 205  | 174  | 205  | 212  | 211  | 207  | 207  | 205  | 199  |
|               | 1968 | 1982 | 1990 | 2006 | 2013 | 2015 | 2017 | 2019 | 2020 | 2022 |